# The Bandit's Mask
The Bandit's Mask è un cortometraggio muto del 1912 diretto da Frank E. Montgomery.

## Produzione
Il film fu prodotto dalla Selig Polyscope Company.

## Distribuzione
Distribuito dalla General Film Company, il film - un cortometraggio di una bobina - uscì nelle sale cinematografiche statunitensi il 23 gennaio 1912. Nello stesso anno, il 28 marzo, venne distribuito anche nel Regno Unito.